# Killian Tixeront

a Compétitions nationales et continentales officielles uniquement.

b Matchs officiels uniquement.
Dernière mise à jour le 19 juillet 2025.
Killian Tixeront, né le 22 janvier 2002 à Clermont-Ferrand (Puy-de-Dôme), est un joueur international français de rugby à XV. Il évolue principalement au poste de troisième ligne aile à l'ASM Clermont Auvergne en Top 14.

## Biographie

### Jeunesse et formation
Killian Tixeront naît le 22 janvier 2002 à Clermont-Ferrand dans le Puy-de-Dôme. Il grandit à Saint-Saturnin, fréquentant le collège Jean-Rostand aux Martres-de-Veyre, commune où il débute le rugby à XV dès l'âge de huit ans. Il joue tout d'abord aux postes d'ailier et de centre.
Rejoignant le centre de formation de l'ASM Clermont Auvergne, il intègre ensuite le lycée Ambroise-Brugière en 2017 dans la capitale auvergnate.
Très tôt repéré par la Fédération française de rugby, en septembre 2019, cette dernière annonce qu'il fait partie du groupe Pôle France pour la saison 2019-2020. Alors qu'il joue en espoirs lors de la saison 2019-2020, Killian Tixeront prend part au Supersevens 2020, la première édition du tournoi de rugby à sept réunissant tous les clubs de Top 14.
Par la suite, en novembre 2020, il est de nouveau retenu dans le groupe Pôle France pour la saison 2020-2021. Ce même mois, Il est notamment convoqué aux entraînement de l'équipe de France des moins de 20 ans en 2020, dans une année marquée par la pandémie de Covid-19, qui entraîne l'annulation de nombreuses rencontres internationales. Toujours en novembre, il est également convoqué avec le XV de France, afin d'aider à la préparation du match contre l'Écosse en Coupe d'automne des nations, aux côtés des autres jeunes Matthias Haddad et Thibault Debaes,. 

### Débuts professionnels à l'ASM (2020-2023)
Le 27 décembre 2020, Killian Tixeront connaît sa première apparition dans l'élite française, entrant en jeu à la place de Clément Lanen lors d'une défaite 27 à 9 chez le RC Toulon,. En mars 2021, Tixeront est appelé en équipe de France à sept, en préparation du prochain Tournoi de Dubaï,. Cette saison-là, il ne dispute qu'un match avec l'équipe professionnelle de l'ASM Clermont. Durant l'été 2021, il est sélectionné pour le Tournoi des Six Nations avec l'équipe de France des moins de 20 ans, il est titularisé sur le flanc de la troisième ligne dès le premier match contre l'Angleterre,. Déjà vice-capitaine derrière Joshua Brennan pour ce Crunch, il est ensuite nommé capitaine lors de la rencontre suivante contre l'Italie,.
Durant le mois de novembre 2021, il est retenu par son club pour participer à l'étape finale du Supersevens 2021. En début d'année 2022, il participe également au Tournoi des Six Nations des moins de 20 ans, durant lequel il joue trois matchs. En mars, il prolonge son contrat de deux ans avec son club formateur, soit jusqu'en 2024. Pendant la saison, il dispute un total de quatre rencontres avec son club tout en étant titularisé à trois reprises. Quelques mois plus tard, il participe aux Six Nations Summer Series.
En début de saison 2022-2023, Killian Tixeront fait partie de la rotation au poste de troisième ligne et est définitivement intégré au groupe professionnel. En novembre 2022, il est appelé avec les Barbarians français, dans un groupe de vingt-trois joueurs, pour affronter les Fidji au Stade Pierre-Mauroy. Le mois suivant, pour le premier match de sa carrière en Champions Cup, il est nommé homme du match contre les Stormers après avoir remplacé Jacobus van Tonder en début de rencontre. Durant cette saison, il prend part à dix-neuf rencontres pour dix titularisations et un essai marqué. À la fin de la saison, il signe son premier contrat professionnel avec son club formateur.

### Joueur important de l'effectif clermontois et premières sélections en équipe de France (depuis 2023)

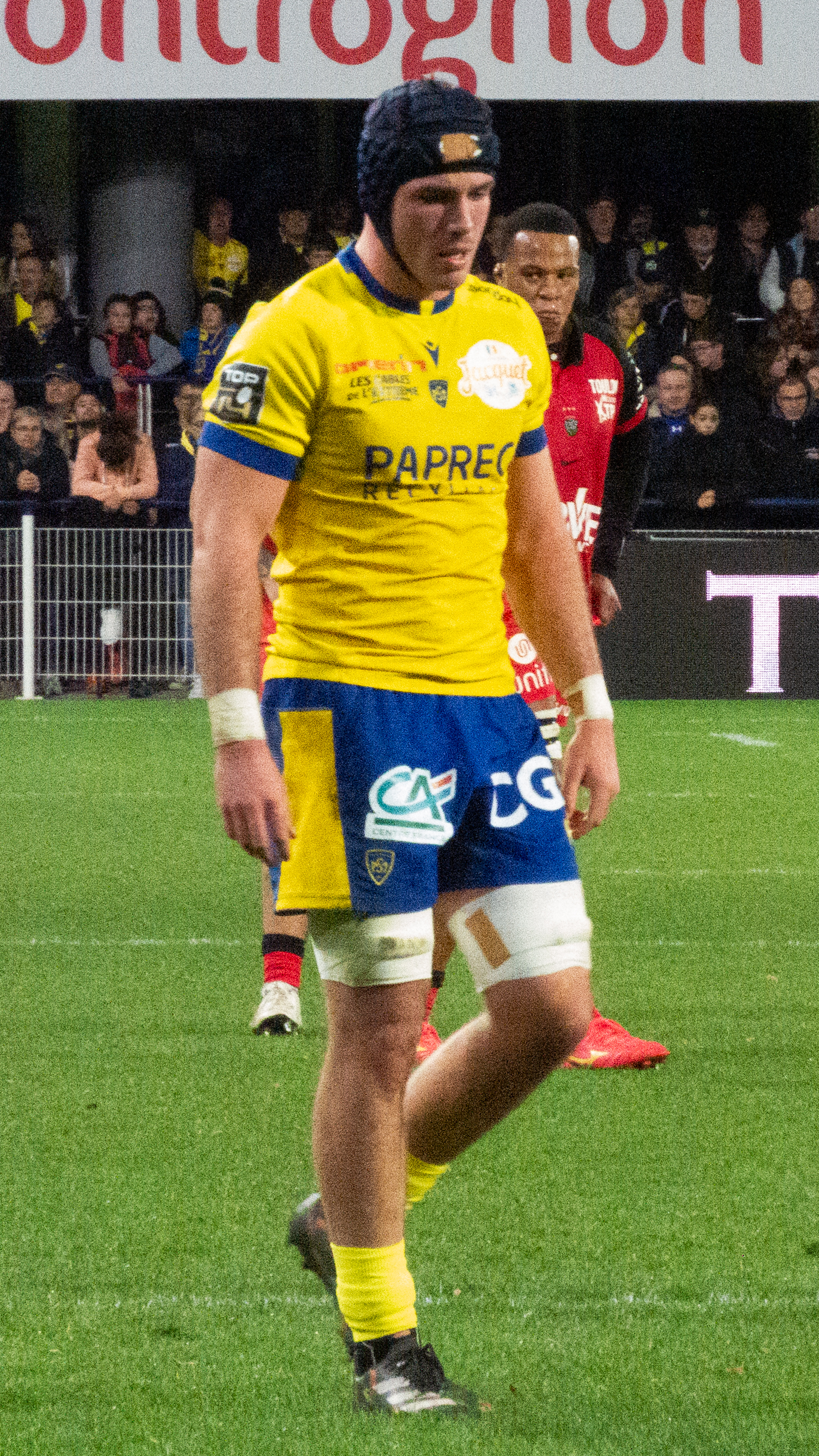
Killian Tixeront sous le maillot clermontois, pendant la saison 2023-2024.

Lors de la première partie de saison 2023-2024, Killian Tixeront participe à toutes les rencontres de son club, de ce fait en décembre, après avoir convaincu son entraîneur Christophe Urios, il voit son contrat être prolongé de deux années, plus une en option. Lors de la deuxième partie de saison, il dispute dix nouveaux matchs, portant son total à vingt-sept rencontres disputées dont quinze en tant que titulaire, faisant de lui l'un des joueurs les plus utilisés de la saison avant sa blessure qui lui fait manquer les trois dernières journées de Top 14,,. Au mois de juin 2024, il est retenu en pour la première fois de sa carrière équipe de France dans une liste de trente-deux joueurs pour préparer la tournée d'été en Argentine. Cette liste est marquée par l'absence des cadres habituels et la présence de nombreux joueurs sans sélections. Le 10 juillet, il joue sous le maillot national face à l'Uruguay, dans une rencontre non capée disputée par l'équipe de France développement. Quelques jours plus tard, il fête sa première cape avec le XV de France en entrant en jeu contre l'Argentine.
Dès le début de saison 2024-2025, il réalise un très bon match, inscrivant notamment un essai, lors de la première journée de Top 14 remportée contre la Section paloise. Quelques journées plus tard, il récidive contre le RC Vannes en inscrivant un doublé durant la large victoire des siens. Début novembre, il est convoqué en équipe de France afin de pallier le forfait de Joshua Brennan. À cette période, il est considéré comme l'un des meilleurs avants du début de saison de Top 14. Le mois suivant, il est inscrit dans la liste premium du XV de France. En début d'année 2025, il est à nouveau sélectionné en équipe de France, lors de la préparation du Tournoi des Six Nations,. En fin de saison, il participe au match remporté sur la pelouse du Montpellier HR qui permet à son club de se qualifier pour les barrages de Top 14 pour la première fois depuis 2021. Pour le match de barrage, sur la pelouse de l'Aviron bayonnais, il est titulaire mais son équipe est éliminée de la compétition en s'inclinant 20 à 3,. Au total, il dispute 29 matchs pour 21 titularisations et quatre essais inscrits.
Au mois de juin 2025, il est retenu en équipe de France A (équipe de France réserve) afin d'affronter leurs homologues anglais. Titulaire pour ce match, il réalise une bonne performance, dépannant au poste inhabituel de centre pendant quelques minutes en deuxième période, et l'équipe de France s'impose 26 à 24 en fin de rencontre. Quelques jours après ce match, il est retenu dans le groupe du XV de France pour la tournée estivale en Nouvelle-Zélande. Lors de la préparation de la série de test matchs, il continue d'être testé au poste de centre. Titularisé pour le premier match de la série, à son poste de troisième ligne aile, contre les All Blacks, et pour la première fois en équipe de France, il se montre à la hauteur de l'enjeu mais son équipe s'incline de peu. 

## Statistiques

### En club
| Saison             | Club               | Championnat | Championnat | Championnat | Compétitions de l'EPCR | Compétitions de l'EPCR | Compétitions de l'EPCR |
| Saison             | Club               | Compétition | Matchs      | Essais      | Compétition            | Matchs                 | Essais                 |
| ------------------ | ------------------ | ----------- | ----------- | ----------- | ---------------------- | ---------------------- | ---------------------- |
| 2020-2021          | ASM Clermont       | Top 14      | 1           | -           | Coupe d'Europe         | -                      | -                      |
| 2021-2022          | ASM Clermont       | Top 14      | 4           | -           | Coupe d'Europe         | -                      | -                      |
| 2022-2023          | ASM Clermont       | Top 14      | 13          | 1           | Champions Cup          | 4                      | -                      |
| 2022-2023          | ASM Clermont       | Top 14      | 13          | 1           | Challenge Cup          | 2                      | -                      |
| 2023-2024          | ASM Clermont       | Top 14      | 22          | 1           | Challenge Cup          | 5                      | -                      |
| 2024-2025          | ASM Clermont       | Top 14      | 24          | 4           | Champions Cup          | 5                      | -                      |
| Total ASM Clermont | Total ASM Clermont | Top 14      | 64          | 6           | Champions Cup          | 9                      | 0                      |
| Total ASM Clermont | Total ASM Clermont | Top 14      | 64          | 6           | Challenge Cup          | 7                      | 0                      |

### En équipe nationale des moins de 20 ans
Killian Tixeront dispute onze matchs avec l'équipe de France des moins de 20 ans en deux saisons, prenant part à deux éditions du tournoi des Six Nations en 2021 et 2022, et à une édition du Six Nations Summer Series en 2022. Il n'a pas inscrit de points.

### En équipe nationale senior
Au 19 juillet 2025, Killian Tixeront compte 3 capes en équipe de France, dont 1 en tant que titulaire, depuis le 13 juillet 2024 contre l'Argentine.
| Année | Compétition | Matchs | Points | Essais |
| ----- | ----------- | ------ | ------ | ------ |
| 2024  | Test matchs | 1      | -      | -      |
| 2025  | Test matchs | 2      | -      | -      |
| Total | Total       | 3      | 0      | 0      |